# Алазань (противоградовая ракета)
«Алазань» — семейство противоградовых ракет калибра 82 мм (Алазань-9 60 мм), которые предназначены для защиты сельскохозяйственных угодий от градовых облаков.

## История
Первые образцы разработаны коллективом специалистов под руководством академика Е. К. Фёдорова в НИИ прикладной химии (НИИПХ) в 1960—1970-х годах. Изготовитель — Чебоксарское ПО им. Чапаева, объём производства составлял от 3 до 120 тысяч противоградовых ракет в год.
В 1982 году несколько установок успешно прошли опытную эксплуатацию а Болгарии на полигоне в районе города Пазарджик.

## Разновидности ракет
- «Алазань-1» — 1961 г.
- «Алазань-2 (1 ст)» — 1972 г.
- «Алазань-2М» — 1972 г.
- «Алазань-5» — 1996 г.
- «Алазань-6» — 2000 г.
- «Алазань-9» — 2011 г.
- «Алазань-10» (перспективная разработка)

## Принцип действия
Твердотопливная ракета стартует с наклонной пусковой установки, затем производится автономный подрыв заряда, дробящего пластмассовый корпус на мелкие осколки и распыление реагента в градовом облаке. Самоликвидация ракеты производится с вероятностью 0,9995.
Ракета «Алазань-1» была введена в эксплуатацию в 1961 году. Она является первой противоградовой ракетой в СССР. С 1972 года началось применение одноступенчатой ракеты второго поколения «Алазань-2 (1 ст)» и двухступенчатой ракеты «Алазань-2М». Первая из них предназначалась для применения на близкие, вторая — на дальние расстояния. Легкая по весу и малогабаритная ракета «Алазань-2М» была по возможностям равнозначна «тяжелой» ракете «Облако».

## Военное применение
Установки «Алазань» применялись противоборствующими сторонами во время Карабахского конфликта, в частности, при штурме Шуши армянскими формированиями и для обстрела Степанакерта азербайджанскими. Они же использовались в начале 1990-х годов в Приднестровском конфликте. В 1992 году с помощью данной установки грузинской стороной было обстреляно осетинское село Гром.

## Технические параметры
- реагент — йодистое серебро;
- вес реагента, кг — 0,5;
- максимальная дальность полета, км — 5…6 («Алазань-1»), 6,3 («Алазань-2 (1 ст)»), 10 («Алазань-2М»);
- длина ракеты, м — 1,0 («Алазань-1»), 0,995 («Алазань-2 (1 ст)»), 1,46 («Алазань-2М»);
- вес ракеты, кг — 5 («Алазань-1»), 4,6 («Алазань-2 (1 ст)»), 8,3…8,6 («Алазань-2М»);
- число ступеней — 1 («Алазань-1», «Алазань-2 (1 ст)»), 2 («Алазань-2М»);
- двигатель — твердотопливный РДТТ;
- площадь защиты от града, га — 10000.